# Telleby bokförlag
Telleby bokförlag var ett svenskt förlag i Järna med antroposofisk och läkepedagogisk utgivning. Förlaget grundades av Astrid och Geert Mulder på 1970-talet. Under åren 1978-2009
publicerade Telleby över 100 titlar, mest översättningar av tysk antroposofisk facklitteratur.

## Utgivning (urval)
| Författare         | Titel                                                                                            | Utgivningsår |
| ------------------ | ------------------------------------------------------------------------------------------------ | ------------ |
| Bernard Lievegoed  | Att utvecklas som vuxen : lagbundenheter och val i livet                                         | 1980         |
| Harald Falck-Ytter | Norrsken : polarskenet i mytologi, naturvetenskap och apokalyps                                  | 1984         |
| Bernard Lievegoed  | Människan vid tröskeln till den andliga världen : den inre utvecklingens möjligheter och problem | 1988         |
| Dan Lindholm       | Känner du din ängel                                                                              | 1990         |
| Dan Lindholm       | Inblick i Nordens mytologi                                                                       | 1992         |
| Bernard Lievegoed  | Mänsklighetens andliga utveckling : gamla och nya mysterier                                      | 1993         |
| Bernard Lievegoed  | Genom nålsögat : ett liv med antroposofin                                                        | 1994         |
| Bernard Lievegoed  | Själens räddning                                                                                 | 1994         |
| Michaela Glöckler  | Att finna sig själv och tjäna andra                                                              | 1994         |
| Michaela Glöckler  | Begåvning och handikapp                                                                          | 1998         |
| Marit Lauren       | Parsifal och vägen till Gral                                                                     | 2003         |